# Proximity (Pferd)
Proximity (1942–1966) war eine erfolgreiche amerikanische Standardbred-Trabrennstute. Sie wurde von Clint Hodgins gefahren und trainiert. Hodgins wurde später in die kanadische und US-amerikanische Hall of Fame des Trabrennsports aufgenommen. Sie war im Besitz von Ralph und Gordon Verhurst.
Im Jahr 1950 wurde Proximity als Achtjährige zum American Harness Horse of the Year gewählt.

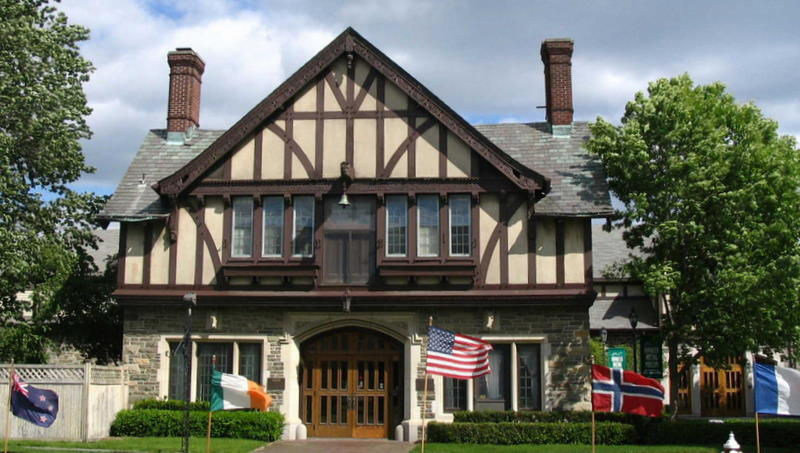
Harness Racing Museum, Goshen

1975 wurde Proximity in die Harness Racing Hall of Fame aufgenommen. Das Harness Racing Museum & Hall of Fame in Goshen, New York, ist der Geschichte des Trabrennsports gewidmet und dient als Hall of Fame für das American Standardbred. Das Hall of Fame-Komitee nannte Proximity einen der größten Traber aller Zeiten. 
Proximity gewann regelmäßig gegen Hengste und Wallache, beispielsweise beim Golden West Trot von 1950 sowie der American Trotting Championship von 1947 und 1950. Sie erreichte eine Gewinnsumme von 252 929 $. Das ist die höchste Gewinnsumme, die zum damaligen Zeitpunkt je ein Traber erreicht hatte.
Proximity starb 1966 im Alter von 24 Jahren auf der Castleton Farm in Lexington, Kentucky.